# Eric Campos
Eric David Campos Bonta (Pilar, 1980) es un profesor, sindicalista y político chileno que actualmente se desempeña como secretario general de la Central Unitaria de Trabajadores de Chile.
Ha sido presidente de la Federación de Sindicatos de Metro, cuya organización agrupa a los seis sindicatos en dicha empresa pública, de los cuales tres corresponden a trabajadores de planta y otros tres de empresas subcontratistas.
Desde 2021 es panelista habitual del programa de debate político Sin filtros, al cual comenzó a asistir durante su campaña para obtener un escaño en la Convención Constitucional. Si bien el programa se creó originalmente para dar serena cobertura a aquel fallido proceso, luego decantó en una lógica estridente de la cual Eric no ha estado exento de fuertes cruces.
En su trayectoria como dirigente sindical, Campos ha participado de encuentros internacionales en países como Reino Unido. En 2024 fue elegido como Presidente Mundial de Transporte Urbano de la Federación Internacional del Transporte (ITF).

## Biografía
Nacido en 1981 en Pilar (Argentina) debido a circunstancias paternales, la familia de Campos se trasladó a Chile, país donde se tituló como profesor en la Universidad ARCIS. Más tarde realizó su masterado en comunicación por la Universidad de Santiago de Chile.
Campos comenzó a ganar notoriedad durante el segundo gobierno de Sebastián Piñera (2018–2022), gestión a la que se enfrentó reiteradamente debido a los sucesivos despidos de los trabajadores subcontratados en la empresa estatal, Metro S.A. Asimismo, Campos ha venido denunciando la excesiva subcontratación por parte de la empresa desde el año 2014.
Su trayectoria como funcionario público y sus paulatinas apariciones a través de matinales le permitieron a Campos el poder postular en 2021 a un escaño como convencional para ser uno de los redactores de la propuesta de nueva constitución para Chile, la que finalmente fue rechazada en 2022.
En aquel transcurso, Campos comenzó a participar del programa de opinión y debate, Sin filtros, donde se ha mantenido como panelista estable respecto de contingencia política y procesos electorales tanto nacionales como internacionales.

## Historial electoral
| Año  | Tipo          | Territorio | Pacto              | Partido | Votos | %    | Resultado |
| ---- | ------------- | ---------- | ------------------ | ------- | ----- | ---- | --------- |
| 2004 | Municipales   | La Serena  | Juntos Podemos Más | PC      | –     | 0.34 | No electo |
| 2005 | Diputados     | Distrito 7 | Juntos Podemos Más | PC      | –     | 2.93 | No electo |
| 2021 | Constituyente | Distrito 9 | Apruebo Dignidad   | PC      | ―     | ―    | No electo |